# Feidong
Feidong léase: Féi-Dóng (en chino: 肥东县, pinyin: Féidōng Xiàn) es un condado rural bajo la administración directa de la Ciudad - Prefectura de Hefei, capital de provincia de Anhui, centro este de la República Popular China. Su área total es de 2215 km² y su población para 2010 es de 862 mil habitantes. 